# رالف جارمان
رالف جارمان (بالإنجليزية: Ralph Garman)‏ مواليد 17 نوفمبر 1964 في فيلادلفيا، الولايات المتحدة، هو ممثل أمريكي.

## الأعمال

### أفلام
- ستيوي غريفن: القصة غير مروية (2005)
- اثنان من أجل المال (2005) (بدور: ريجي)
- خداع (2006)
- إيجل آي (2008)
- شاركتوبوس (2010)
- تيد (2012) (بدور: ستيف بينيت)
- مليون طريقة للموت في الغرب (2014) (بدور: دان)
- ناب (2014)
- تيد 2 (2015)
- ليغو باتمان (2017)

### مسلسلات
- المسحورات
- شاركتوبوس
- هاوس
- بونز

## روابط خارجية
- رالف جارمان على موقع IMDb (الإنجليزية)
- رالف جارمان على موقع ألو سيني (الفرنسية)
- رالف جارمان على موقع أول موفي (الإنجليزية)
- رالف جارمان على موقع قاعدة بيانات الأفلام السويدية (السويدية)
- رالف جارمان على موقع قاعدة بيانات الفيلم (الإنجليزية)
- رالف جارمان على موقع كينوبويسك (الروسية)